# The Last of the Light Brigade
«Последние из лёгкой бригады» — стихотворение, написанное в 1890 году Редьярдом Киплингом по мотивам событий Восточной (Крымской) войны и обыгрывающее дальнейшее развитие сюжета (спустя тридцать шесть лет после события) знаменитой поэмы Альфреда Теннисона «Атака легкой бригады».

## Сюжет
Используя литературный прием синекдохи, Киплинг этим стихотворением привлекает внимание к проблемам, с которыми сталкивались в старости ветераны Крымской войны, на примере кавалеристов легкой бригады, широко известной по атаке в битве при Балаклаве.
В стихотворении описывается визит последних двадцати оставшихся в живых ветеранов с обвинениями в адрес поэта Теннисона (которому в тот момент самому исполнилось восемьдесят лет) и упрёками за то, что он не написал продолжение своего известного стихотворения о том, как Англия обращалась со своими старыми солдатами.
Некоторые источники рассматривают стихотворение как отчет о реальном событии, но другие комментаторы рассматривают визит обездоленных старых солдат как аллегорический, специально изобретенный Киплингом, чтобы привлечь внимание к бедности, в которой жили выжившие ветераны, аналогично он позднее использовал образ Томми Аткинса в тексте песни 1899 года «Рассеянный нищий» по мотивам англо-бурской войны.

## Прием у публики
В отличие от оригинального стихотворения Теннисона о легкой бригаде, стихотворение Киплинга в значительной степени прошло незамеченным для широкой публики.

## Публикации
Впервые стихотворение напечатано в St. James' Gazette 28 апреля 1890 года, позднее вошло в издание Inclusive Edition of Rudyard Kipling’s Verse в 1919 году.